# Look Back in Anger
Look Back in Anger (1956) és una obra de teatre original de John Osborne —convertida en pel·lícules el 1959, 1980 i 1989— sobre un triangle amorós en el qual estan involucrats un home jove intel·ligent i culte però desafectuós i de classe obrera (Jimmy Porter), la seva dona impassiva de classe mitjana (Alison), i la seva millor amiga (Helena Charles). Cliff, un simpàtic llogater gal·lès, mira de posar-hi pau. L'obra va ser un èxit a l'escenari londinenc i va forjar el terme "angry young men" per a descriure Osborne i aquells de la seva generació que utilitzaven la duresa del realisme al teatre, contrastant amb el teatre de l'escapisme que caracteritzava la generació anterior.

## Context
Look Back in Anger ("mira endarrere amb ràbia") era una peça fortament autobiogràfica basada en el matrimoni infeliç d'Osborne amb l'actriu Pamela Lane i la vida que tenien en un petit allotjament a Derby. Mentre que Osborne aspirava a una carrera al teatre, Lane era més pràctica i materialista, sense prendre seriosament les ambicions del seu marit mentre ella tenia relacions amb un dentista local. La peça conté moltes parts de la vida d'Osborne en la joventut, com el discurs colpidor sobre veure la mort d'un ésser estimat, per exemple, una reconstrucció de la mort de Thomas, el pare d'Osborne. El detall pel qual aquesta obra es recorda, però, és el violent discurs de Jimmy en contra de la mediocritat de la vida anglesa de la classe mitjana. Un altre cop, aquests paral·lelismes amb l'actitud de l'autor cap a la seva mare, Nellie Beatrice, a qui menyspreava. Madeline, l'amor perdut de Jimmy per al qual ell sospirava, es basa en Stella Linden, una actriu representant d'empresa més gran, qui va encoratjar Osborne per primer cop a escriure. Després de la primera producció a Londres, Osborne va començar una relació amb Mary Ure, que representava Alison, i es va divorciar de la seva primera dona per casar-se amb Ure el 1957.

## Producció
L'obra va ser estrenada al Royal Court Theatre de Londres, el 8 de maig de 1956 per la Companyia Reial de Teatre anglesasota la direcció de Tony Richardson, escenari de Alan Tagg, i música de cançons de Tom Eastwood. La premsa present va anomenar l'autor un Angry Young Men (un "home jove enfadat"), una frase que va donar nom al teatre anglès dels anys 50. La llegenda diu que l'audiència es va quedar molt sorpresa pel fet de veure una post de planxar en un escenari de Londres. El repartiment de papers va ser el següent: Kenneth Haigh (Jimmy), Alan Bates (Cliff), Mary Ure (Alison), Helena Hughes (Helena) i John Welsh (Colonel Redfern).
L'any següent, la producció es va moure a Broadway sota el productor David Merrick i director Tony Richardson. Retenint el repartiment inicial però presentant Vivienne Drummond com a Helena, rebria tres nominacions en els Tony Award incloent la de millor obra de teatre i la millor actriu per a Ure.

## Escenes
- Temps- El present, L'obra té lloc en un pis d'una habitació a les "Midlands" d'Anglaterra.

- Acte I
  - Escena 1 - tarda-nit, abril

- Acte II
  - Escena 1 - dues setmanes després
  - Escena 2 - el vespre següent

- Acte III
  - Escena 1 - uns quants mesos després
  - Escena 2 - uns pocs minuts després

## Sinopsi de l'obra

### Primer acte
El primer acte comença amb una tarda de diumenge depriment a l'estret àtic d'en Jimmy i l'Alison's a Anglaterra. En Jimmy i en Cliff intenten llegir el diari de diumenge, més el suplement setmanal, "a nou penics, fàcil d'obtenir a qualsevol tenda de llibres" com Jimmy diu, demanant-lo a en Cliff. Aquesta és una referència a la revista New Statesman, i en el context del període estaria instantàniament assenyalada la preferència política de la parella. L'Alison intenta planxar com sempre la roba de la setmana i està escoltant a mitges allò que en Jimmy i en Cliff diuen en es seu diàleg expositori.
Es fa aparent que hi ha una gran diferència política entre en Jimmy i l'Alison. La seva família és militant de la classe mitja-alta, potser anant cap a la classe alta, mentre que Jimmy forma part de la classe treballadora. Ell va haver de lluitar la desaprovació de la familia d'Alison per a poder estar amb ella. "La mare de l'Alison i jo ems vam mirar l'un a l'altre, i a partir de llavors l'edat de cavallería estava morta", explica. També sabem que els únics ingressos que venen deriven d'una petita tenda de dolços en un mercat local; una empresa que està segurament per sota de l'educació de Jimmy, deixant a l'Alison en aquella posició de per vida.
A mesura que l'acte avança, en Jimmy es torna més i més dur, transferint el seu menyspreu cap a la família d'Alison fins a ella mateixa, anomenant-la "pusilànime" i generalment rebaixant-la al nivell d'en Cliff. L'esbroncada acaba amb pallassades, cosa que fa que la taula de planxar es tombi, que la planxa caigui sobre l'Alison i ella es cremi el braç. En Jimmy se'n va de l'escenari per anar a tocar la trompeta fora d'escena.
L'Alison i en Cliff interpreten una escena tendre, durant la qual ella li confesa que s'ha quedat embarassada accidentalment i que no es veu amb cor de dir-s'ho a en Jimmy personalment. En Cliff l'anima a explicar-s'ho. Quan en Jimmy torna, l'Alison li diu que la seva amiga actriu Helena Charles vindrà a casa seva amb ells, i és obvi que en Jimmy menysprea l'Helena molt més que a l'Alison. Ell s'enrabia moltíssim i queda al descobert que el conflicte és inevitable.

### Segon acte
El segon acte obre amb una altra tarda de diumenge, amb l'Helena i l'Alison fent el dinar. En una escena doble, l'Alison dona pistes de per què ha decidit enfadar en Jimmy —la seva rebel·lió pròpia menor contra la seva criança més la seva admiració cap a Jimmy sobre la seva posició contrària la ruïna de la vida posterior a la bomba atòmica, la postguerra anglesa. Ella descriu a en Jimmy davant l'Helena com un «cavaller de brillant armadura». Helena diu, firmament, «Has de lluitar contra ell».
En Jimmy entra, i la picabaralla continua. Si el seu comportament es pot considarar part d'una broma en el primer acte, aquí no hi ha dubte de la brutalitat de les seves paraules cap a l'Helena. Quan les dones es posen el barret i diuen que van a l'església, en Jimmy nota com el sentiment de traïció li creix al màxim. Quan ell se'n va per a respondre a una trucada de telèfon urgent, l'Helena anuncia que ella ha forçat l'assumpte. Ha enviat un telegrama als pares de l'Alison demanant que la vinguin a rescatar. L'Alison queda sorpresa, però està d'acord amb la idea de marxar.
Després d'un tall d'escena, veiem al pare de l'Alison, el coronel Redfern, que ha vingut a buscar-la per a tornar-la a la casa familiar. La trama permet que la figura del coronel resulti un personatge simpàtic, encara que sent ignorant del món modern (com ell admet). «Et sents ferit perquè tot ha canviat», li dui l'Alison, «I en Jimmy se sent ferit perquè tot és exactament igual per a ell».
L'Helena arriba a acomiadar-se, pretenent anar-se'n aviat. L'Alison se sorprèn quan l'Helena diu que es quedarà un altre dia, però marxa, deixant a en Cliff una nota per a en Jimmy. En Cliff a la vegada li entrega a l'Helena i se'n va, dient «espero que ell t'ho fiqui pel nas». Quasi immediatament, entra en Jimmy de cop i volta. El seu menyspreu al trobar la nota de «comiat» li fa tornar-se contra l'Helena un altre cop, avisant-la que es mantingui lluny d'ell quan se'n vagi. L'Helena li diu que l'Alison espera un bebè, i en Jimmy admet difícilment que està sorprès. Tot i això, la picabaralla continua. Al principi comença amb els cops físics, i, a mesura que el teló va baixant per acabar l'acte, es veu en Jimmy i l'Helena donant-se petons apassionadament.

### Tercer acte
El tercer acte comença amb una repetició de l'acte 1, però aquest cop és l'Helena qui està planxant. Han passat els mesos. En Jimmy és evidentment més amable amb l'Helena que no ho va ser amb l'Alison en el primer acte. En realitat, ella es riu de les seves bromes, i els tres entren en una rutina de comèdia de music hall que òbviament no estava improvitzada.En Cliff anuncia que ha decidit anar-se'n. Quan en Jimmy deixa l'habitació per a preparar-se per a l'última nit dels tres junts, obre la porta i es troba amb l'Alison, amb mal aspecte. En comptes de preocupar-se per ella, en Jimmy diu bruscament per sobre de la seva espatlla «Ha vingut a veure't una amiga» i se'n va.
Després d'una pausa, l'Alison explica a l'Helena que ha perdut el bebè. Un dels discursos més cruels d'en Jimmy en el primer acte expresa el desig que Alison es quedés embarassada i avortés. Les dos dones es reconcilien, però l'Helena comprèn que allò que estava fent era immoral i decideix anar-se'n. Ella truca a en Jimmy perquè escolti la seva decisió i ell va deixa anar amb un adéu sarcàstic.
L'obra acaba amb un final sorprenent, una reconciliació molt sentimental entre en Jimmy i l'Alison. Reviuen un antic joc que solíen jugar, pretenent ser ossos i esquirols, i s'assumeix que a partir d'ara viuran, si no feliçment, almenys en una treva de guerra en la lluita de classes.